# Max Spohr
Max Spohr, właśc. Johannes Hermann August Wilhelm Max Spohr (ur. 17 listopada 1850 w Brunszwiku, zm. 15 listopada 1905 w Lipsku) – niemiecki księgarz, poeta, jeden z pierwszych wydawców na całym świecie, który opublikował publikacje LGBT, współzałożyciel Komitetu Naukowo-Humanitarnego
Spohr urodził się w 1850 r. jako syn biznesmena Karla Wilhelma Friedricha Spohra i Ferdinande Lisette. Pracował w Peczu, Hanowerze i Lipsku. Wraz z Rudolfem Wenglerem założył firmę wydawniczą Wengler & Spohr w Brunszwiku. 20 grudnia 1880 roku ożenił się z Elisabeth Hannöver-Jansen z którą następnie miał trzech synów.
W 2001 roku, 96 lat po jego śmierci, jedna z ulic w Lipsku została nazwana jego nazwiskiem.
Niemiecka organizacja LGBT Völklinger Kreis przyznaje nagrodę jego imienia firmom w Niemczech, które mają dobre osiągnięcia w zakresie zarządzania różnorodnością.